# Cecilia Brinck
Anna Cecilia Brinck, född 16 april 1962 i Allhelgonaförsamlingen i Lund, är en svensk politiker (moderat). Hon var oppositionsborgarråd och vice ordförande i Trafiknämnden i Stockholms stad från 2014 till 2018. Hon var kommunfullmäktiges ordförande i Stockholms stad från 2018 till 2022. Hon var riksdagsledamot (statsrådsersättare för Beatrice Ask) från 2010 till 2014 för Stockholms kommuns valkrets. Där var hon suppleant i konstitutionsutskottet och civilutskottet. Mellan 2006 och 2010 var hon arvoderad politiker för Moderaterna i Stockholms stad.
Cecilia Brinck utbildade sig vid Lunds universitet där hon studerade juridik, engelska och teologi. Hon har även studerat socialantropologi vid Stockholms universitet. Hon var ordförande för Fria Moderata Studentföreningen i Lund 1987, ordförande i Lunds studentkår 1989 samt ordförande för Fria Moderata Studentförbundet 1990-1992.
Cecilia Brinck har arbetat som utredare och förlagsredaktör för tankesmedjan Timbro, informationschef för Den Nya Välfärden samt drivit eget företag inom redigering, översättning och skriftställeri. 2005-2007 var hon ledarskribent vid Västerviks-tidningen. Hon har också haft förtroendeuppdrag inom Svenska kyrkan, där hon representerar Borgerligt alternativ.
Brinck utsågs 2016 till riddare av Hederslegionen.